# نینا زی‌لی
ماریا کیارا فراس‌کتا (به ایتالیایی: Maria Chiara Fraschetta) با نام مستعار نینا زی‌لی (زاده ۲ فوریه ۱۹۸۰) خواننده و آهنگساز ایتالیایی است. او در سن ۱۳ سالگی تحت تاثیر سبک راک و پانک بوده است. او در هنرستان اپرا در دوران کودکی در ایرلند درس می‌خواند همین امر باعث تسلط او به دو زبان انگلیسی و ایتالیایی می‌شود. بعد از اتمام دبیرستان به مدت دو سال در ایالات متحده (شیکاگو، ایلینوی و نیویورک) به مطالعه سبک موسیقی سول، ریتم و بلوز و موسیقی ایتالیایی می‌پردازد.
نینا نماینده ی ایتالیا در یوروویژن ۲۰۱۲ بود.
یکی از معروف ترین قطعات منتشرشده این خواننده قطعه "50 Mila" می باشد.این آهنگ در بازی فوتبال تکاملی حرفه‌ای ۲۰۱۱ نیز به کار گرفته شده است.

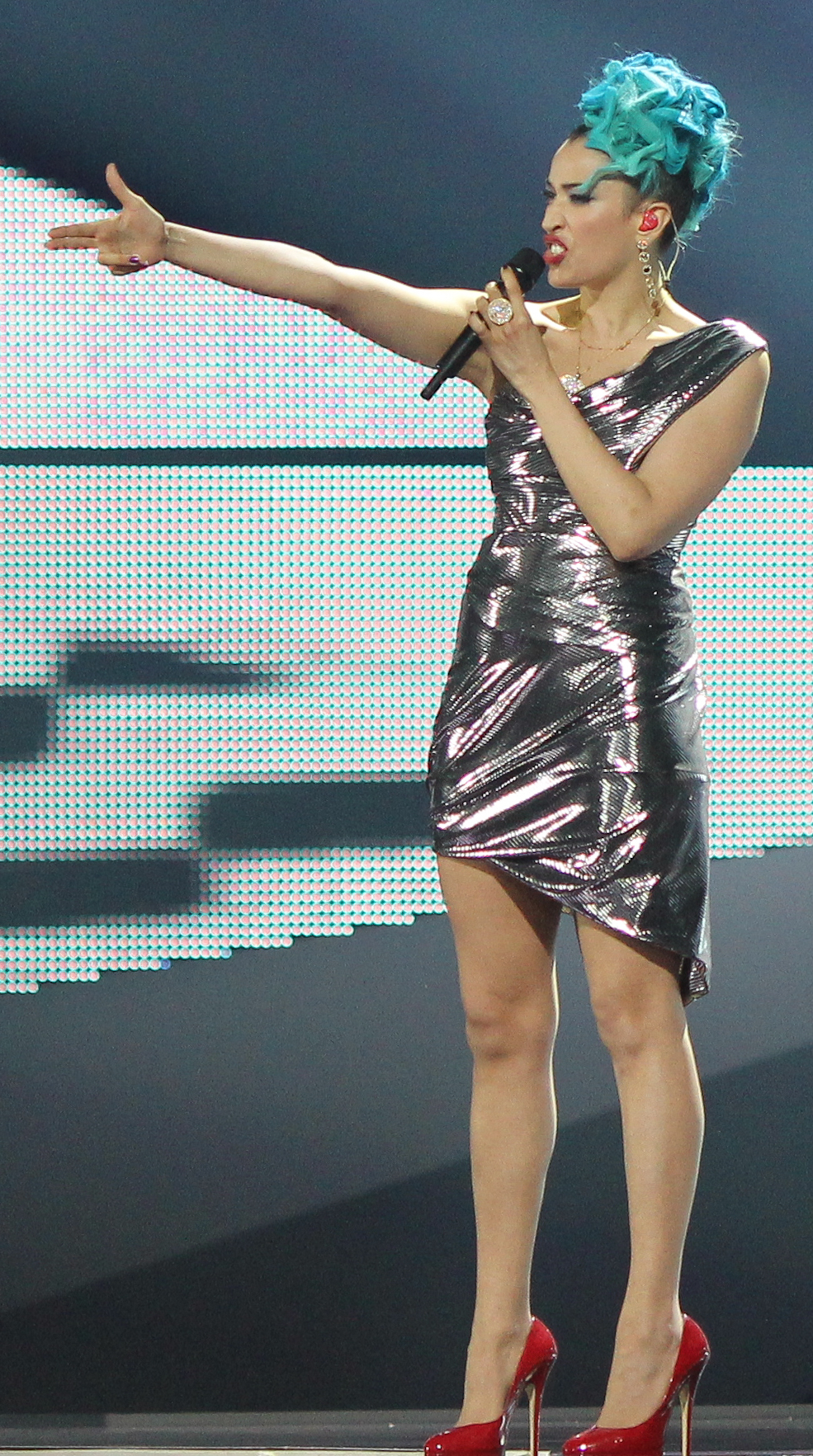
نینا در مسابقات یوروویژن ۲۰۱۲

## آلبوم های موسیقی
| سال  | نام آلبوم         |
| ---- | ----------------- |
| ۲۰۱۰ | Sempre lontano    |
| ۲۰۱۲ | L'amore è femmina |
| ۲۰۱۵ | Frasi & fumo      |
| ۲۰۱۷ | Modern Art        |